# インビジブル (kemuの曲)
「インビジブル」は、kemuのオリジナル曲。

## 評価
2022年10月現在、YouTubeに投稿された動画は750万以上の再生数を記録している。また、ニコニコ動画に投稿された動画は同月現在で500万以上の再生数を記録している。

## 収録アルバム
| 発売日         | タイトル                            | レーベル                             |
| -------------- | ----------------------------------- | ------------------------------------ |
| 2012年3月14日  | V♡25 -Brave Heart-                  | ドワンゴ・ユーザーエンタテインメント |
| 2012年5月10日  | PANDORA VOXX                        | Subcul-rise Record                   |
| 2012年11月28日 | VOCAROCK collection 4 feat.初音ミク | FARM RECORDS                         |
| 2013年3月20日  | ボカロデュエット・コレクション      |                                      |
| 2013年3月27日  | PANDORA VOXX complete               | avex trax                            |
| 2013年10月2日  | VOCALOID 超BEST -memories-          | クリプトン・フューチャー・メディア   |
| 2015年9月2日   | 初音ミク Project mirai こんぷり〜と | U/M/A/A                              |

## ゲームへの収録
プロジェクトセカイ カラフルステージ! feat. 初音ミクに収録された。

## 関連リンク
- 初音ミク Project mirai
- プロジェクトセカイ カラフルステージ! feat. 初音ミク